# Mario Sgueglia
Mario Sgueglia (Roma, 18 aprile 1979) è un attore italiano.

## Biografia
Nel 2004 si laurea all'Università degli Studi di Roma "La Sapienza" in giurisprudenza. Lavora soprattutto in teatro salvo qualche apparizione in serie televisive come Don Matteo e Distretto di Polizia. Ottiene i suoi primi ruoli di rilievo nel 2015 con la serie 1992 e con il personaggio di Querino in Suburra - La serie; dal 2017 entra a far parte del cast principale di Rosy Abate - La serie interpretando Luca Bonaccorso, accanto alla protagonista Giulia Michelini.

## Filmografia

### Cinema
- Arance & martello, regia di Diego Bianchi (2014)
- Viva la sposa, regia di Ascanio Celestini (2015)
- Sole cuore amore, regia di Daniele Vicari (2016)
- Il padre d'Italia, regia di Fabio Mollo (2017)
- Il campione, regia di Leonardo D'Agostini (2019)
- Fulmini e saette, regia di Daniele Lince (2019) - cortometraggio
- Il patto, regia di Giuseppe Recchia (2020)
- Appunti di un venditore di donne, regia di Fabio Resinaro (2021)
- Naufragi, regia di Stefano Chiantini (2021)
- Pantafa, regia di Emauele Scaringi (2022)
- Era ora, regia di Alessandro Aronadio (2022)
- Diabolik - Chi sei?, regia dei Manetti Bros. (2023)
- Una storia nera, regia di Leonardo D'Agostini (2024)
- Invisibili, regia di Ambra Principato (2025)

### Televisione
- Distretto di Polizia, regia di Alessandro Capone - serie TV, episodi 7x26-9x12 (2007-2009)
- Don Matteo 6, episodio 1 "Bentornato Don Matteo" (2008)
- Walter Chiari - Fino all'ultima risata – film TV (2012)
- 1992, episodio 2 (2015)
- Non uccidere, episodio 10 (2016)
- Io non mi arrendo (2016)
- Suburra - La serie, 7 episodi (2017)
- Amore pensaci tu, 14 episodi (2017)
- Rosy Abate - La serie, 10 episodi (2017-2019)
- Il silenzio dell'acqua (2019)
- Summertime – serie TV (2020-2022)
- Luna Park – serie TV (2021)
- La sposa - miniserie TV (2022)
- Le indagini di Lolita Lobosco - serie TV (2023-2024)
- Adorazione - serie TV, episodi 1x05-1x06 (2024)